# Órmos
Órmos är en ort i Grekland.   Den ligger i prefekturen Kykladerna och regionen Sydegeiska öarna, i den sydöstra delen av landet, 110 km öster om huvudstaden Aten. Órmos ligger 10 meter över havet och antalet invånare är 903. Den ligger på ön Andros.
Terrängen runt Órmos är huvudsakligen kuperad, men åt nordost är den platt. Havet är nära Órmos österut.  Närmaste större samhälle är Andros, 7,5 km norr om Órmos. 